# Todophora kandai
Todophora kandai är en insektsart som beskrevs av Matsumura 1940. Todophora kandai ingår i släktet Todophora och familjen spottstritar. Inga underarter finns listade i Catalogue of Life.